# Jens Henry Nielsen
Jens Henry Nielsen (ur. 17 maja 1956 w Brovst) – duński żużlowiec, występujący również na długim torze i na trawie.

## Życiorys

### Kariera sportowa
Dwukrotny finalista indywidualnych mistrzostw świata na długim torze (Scheeßel 1988 – X miejsce, Herxheim 1990 – jako rezerwowy). Finalista indywidualnych mistrzostw Europy na torze trawiastym (Cloppenburg 1994 – XIII miejsce). Dwukrotny złoty medalista indywidualnych mistrzostw Danii na długim torze (1991, 1992). Złoty medalista drużynowych mistrzostw Niemiec (1990). Finalista indywidualnego Pucharu Mistrzów (Miszkolc 1987 – X miejsce). Wielokrotny uczestnik eliminacji indywidualnych mistrzostw świata (najlepszy wynik: XIII miejsce w finale skandynawskim, Linköping 1990).
Startował w lidze polskiej, w barwach klubu Motor Lublin (1992).

### Życie prywatne
Brat Hansa Nielsena, również żużlowca.